# 나토리시
나토리시(일본어: 名取市)는 일본 미야기현 남부의 센다이시 남동쪽에 인접한 시이다. 시내에 센다이 공항이 있다.

## 지리
미야기현 남부에 위치하고 태평양과 접한다. 서부는 리쿠젠 구릉의 일부를 이루는 다카다테 구릉, 동부는 센다이 평야(나토리 평야)이다. 북쪽으로 접하는 센다이시와의 경계에 나토리강이 흐르고 하구부에 유리아게항이 있다. 또 도호쿠 자동차도, 국도 4호선, 도호쿠 신칸센, 도호쿠 본선이 종관한다. 중심부는 메데시마 구릉 북쪽의 나토리역 주변에 펼쳐진다.

## 인접하는 자치체
- 센다이시(와카바야시구, 다이하쿠구)
- 이와누마시
- 시바타군 무라타정

## 역사
- 1600년 세키가하라 전투 이후 1601년에 다테 마사무네는 센다이성을 본거지로 한 센다이번을 성립하였다. 이후 폐번치현 때까지 나토리군은 센다이번의 일부에 속했다.
- 1867년 - 나토리군이 리쿠젠국에 속하게 되었다.
- 1889년 4월 1일 - 정촌제 시행과 함께 나토리군에 마스다촌, 히가시타가촌, 시모마스다촌, 다테코시촌, 메데시마촌, 다카다테촌 등 6개 촌이 놓였다.
- 1896년 6월 30일 - 마스다촌이 정으로 승격해 마스다정이 되었다.
- 1928년 4월 1일 - 히가시타가촌이 정으로 승격해 유리아게정이 되었다.
- 1955년 4월 1일 - 마스다정, 유리아게정, 시모마스다촌, 다테코시촌, 메데시마촌, 다카다테촌 등 2정 4촌이 합병해 나토리정이 되었다.
- 1958년 10월 1일 - 시로 승격하였다.
- 2011년 3월 11일 - 동일본 대지진으로 피해를 입었다.

## 교통

### 공항
- 센다이 공항

### 철도
- 동일본 여객철도 도호쿠 본선
- 센다이 공항철도 센다이 공항선

### 도로
- 도호쿠 자동차도
- 센다이 동부도로
- 국도 4호선
- 국도 286호선(일본어판)

## 인구
| 연도 | 인구   | ±%     |
| ---- | ------ | ------ |
| 1920 | 20,758 | —      |
| 1930 | 23,584 | +13.6% |
| 1940 | 24,669 | +4.6%  |
| 1950 | 32,026 | +29.8% |
| 1960 | 33,026 | +3.1%  |
| 1970 | 40,845 | +23.7% |
| 1980 | 49,715 | +21.7% |
| 1990 | 53,732 | +8.1%  |
| 2000 | 67,216 | +25.1% |
| 2010 | 73,134 | +8.8%  |

## 기후
| 나토리시의 기후                                              | 나토리시의 기후 | 나토리시의 기후 | 나토리시의 기후 | 나토리시의 기후 | 나토리시의 기후 | 나토리시의 기후 | 나토리시의 기후 | 나토리시의 기후 | 나토리시의 기후 | 나토리시의 기후 | 나토리시의 기후 | 나토리시의 기후 | 나토리시의 기후 |
| 월                                                           | 1월             | 2월             | 3월             | 4월             | 5월             | 6월             | 7월             | 8월             | 9월             | 10월            | 11월            | 12월            | 연간            |
| ------------------------------------------------------------ | --------------- | --------------- | --------------- | --------------- | --------------- | --------------- | --------------- | --------------- | --------------- | --------------- | --------------- | --------------- | --------------- |
| 역대 최고 기온 °C (°F)                                       | 14.7 (58.5)     | 22.0 (71.6)     | 22.9 (73.2)     | 28.9 (84.0)     | 32.1 (89.8)     | 33.8 (92.8)     | 37.3 (99.1)     | 37.2 (99.0)     | 36.0 (96.8)     | 29.7 (85.5)     | 26.7 (80.1)     | 21.3 (70.3)     | 37.3 (99.1)     |
| 일평균 최고 기온 °C (°F)                                     | 6.2 (43.2)      | 6.8 (44.2)      | 10.3 (50.5)     | 14.8 (58.6)     | 19.5 (67.1)     | 22.5 (72.5)     | 25.6 (78.1)     | 27.7 (81.9)     | 24.8 (76.6)     | 19.9 (67.8)     | 14.5 (58.1)     | 8.9 (48.0)      | 16.8 (62.2)     |
| 일일 평균 기온 °C (°F)                                       | 1.6 (34.9)      | 2.2 (36.0)      | 5.4 (41.7)      | 10.0 (50.0)     | 15.1 (59.2)     | 19.0 (66.2)     | 22.4 (72.3)     | 24.3 (75.7)     | 21.1 (70.0)     | 15.4 (59.7)     | 9.6 (49.3)      | 4.2 (39.6)      | 12.5 (54.6)     |
| 일평균 최저 기온 °C (°F)                                     | −3.1 (26.4)     | −2.6 (27.3)     | 0.2 (32.4)      | 5.1 (41.2)      | 11.1 (52.0)     | 16.0 (60.8)     | 20.0 (68.0)     | 21.6 (70.9)     | 17.6 (63.7)     | 10.8 (51.4)     | 4.5 (40.1)      | −0.5 (31.1)     | 8.4 (47.1)      |
| 역대 최저 기온 °C (°F)                                       | −10.0 (14.0)    | −11.8 (10.8)    | −7.7 (18.1)     | −2.6 (27.3)     | 3.8 (38.8)      | 7.9 (46.2)      | 13.9 (57.0)     | 13.6 (56.5)     | 7.1 (44.8)      | 0.5 (32.9)      | −3.7 (25.3)     | −8.4 (16.9)     | −11.8 (10.8)    |
| 평균 강수량 mm (인치)                                        | 31.4 (1.24)     | 23.3 (0.92)     | 63.0 (2.48)     | 85.5 (3.37)     | 96.0 (3.78)     | 107.6 (4.24)    | 155.6 (6.13)    | 128.8 (5.07)    | 169.1 (6.66)    | 164.3 (6.47)    | 55.9 (2.20)     | 43.2 (1.70)     | 1,124.3 (44.26) |
| 평균 강수일수 (≥ 1.0 mm)                                     | 3.7             | 4.6             | 6.3             | 7.8             | 8.1             | 9.4             | 13.4            | 10.4            | 10.3            | 8.2             | 5.5             | 5.4             | 93.1            |
| 출처: 일본 기상청 (평년값: 2003년~2020년, 극값: 2003년~현재) |                 |                 |                 |                 |                 |                 |                 |                 |                 |                 |                 |                 |                 |